# VIXX LR
VIXX LR (em coreano: 빅스 LR) é a primeira sub-unit oficial do boy group sul-coreano VIXX formado pela Jellyfish Entertainment. Fundada em agosto de 2015, VIXX LR é composta pelo vocalista principal do VIXX Leo e rapper Ravi . A sub-unit debutou com seu primeiro mini-álbum, intitulado "Beautiful Liar" em 17 de agosto de 2015.

## História

### Origem do nome
O nome de VIXX LR é uma combinação de VIXX (em coreano: 빅스 pronunciado "vicks", acrônimo de Voice, Visual, Value in Excelsis) e as iniciais dos nomes dos membros, com "L" para Leo e "R" para Ravi . Em uma entrevista em "Pops in Seoul" VIXX LR disse que seu nome também significa "esquerda" e "direita", o que significa que suas qualidades e imagens contrastantes criaram harmonia quando no palco.
As letras "L" e "R" também representaram a primeira e a última letra da palavra LiaR em seu primeiro mini-álbum "Beautiful Liar" e a sua faixa-título.

### 2015-presente: Debut comBeautiful Liar
No dia 7 de agosto de 2015, a Jellyfish Entertainment divulgou um vídeo trailer site oficial do VIXX, depois de uma contagem regressiva misteriosa com uma silhueta de último álbum especial do VIXX "Boys' Record". Como o passar do tempo, os membros do VIXX desapareceram até que finalmente só Leo e Ravi foram deixados para trás, o que levou os fãs a especular que isso significou um retorno para todos os seis membros. Um trailer de vídeo do VIXX LR foi revelado.
VIXX LR foi confirmada pela Jellyfish Entertainment como a primeira sub-unit oficial do VIXX composta pelo rapper Ravi e pelo vocalista Leo. O seu mini-álbum de estreia "Beautiful Liar" foi lançado em 17 de agosto de 2015. No mesmo dia, VIXX LR realizou seu primeiro showcase para Beautiful Liar em Yes24 Muv Hall no Mapo-gu, Seul.  A dupla começou a promover em 18 de agosto e tiveram sua primeira estreia da fase de desempenho no "The Show" da SBS.
VIXX LR entrou na lista do World Albums Chart da Billboard ficando em #2 lugar  e no Gaon Album Chart ficando também em #2 lugar. No dia 1 de setembro VIXX LR ganhou seu primeira vitória no "The Show" com 9.464 dos votos, que os fazem ter o segundo maior pontuação de todos os tempos, por trás de seu grupo-mãe VIXX com "Error". Em 4 de setembro de 2015 VIXX LR seu ciclo promocional três semanas para "Beautiful Liar" no Music Bank com um performance de adeus no palco.
VIXX LR, "Beautiful Liar" foi indicado para dois prêmios no MAMA 2015 para "Best Collaboration and Unit" e "Song of the Year". Em janeiro de 2016 VIXX LR apresentou performances em Nagoya, Tóquio e Osaka , como parte de seu primeiro showcase tour "Beautiful Liar" no Japão.

## Discografia
Veja também: Discografia de VIXX

### Extended plays
| Beautiful Liar                                                                                 | - Lançado Em: 17 De Agosto, 2015 - Gravadora: Jellyfish Entertainment, CJ E&M - Formato: CD, download digital | 2 | 1 | 18 | 2 | - KOR: 138,267 |
| "—" Indica lançamentos que não apresentaram nos gráficos ou não foram divulgados nessa região. | |   |   |    |   |                |

### Singles
| "Beautiful Liar"                                                                               | 2015 | 21 | 8 | - KOR (DL): 115,190+ | Beautiful Liar |
| "—" Indica lançamentos que não apresentaram nos gráficos ou não foram divulgados nessa região. |      |    |   |                      |                |

### Outras músicas no chart
| Ano  | Título         | Melhores posições nas paradas | Álbum          |
| Ano  | Título         | KOR Gaon                      | Álbum          |
| ---- | -------------- | ----------------------------- | -------------- |
| 2015 | "Remember"     | 71                            | Beautiful Liar |
| 2015 | "Words to Say" | 74                            | Beautiful Liar |
| 2015 | "My Light"     | 91                            | Beautiful Liar |

### Vídeos de música
| Ano  | Canção           | Notas |
| ---- | ---------------- | ----- |
| 2015 | "Beautiful Liar" |       |

Notas de rodapé
1. ↑  "My Light" was recorded by VIXX as a whole.

## Turnês
- 2015: VIXX LR Beautiful Liar Showcase
- 2016: VIXX LR 1st LIVE SHOWCASE TOUR Beautiful Liar in Japan

## Prêmios e indicações
| Ano  | Prêmio                  | Categoria                   | Destinatário     | Resultado |
| ---- | ----------------------- | --------------------------- | ---------------- | --------- |
| 2015 | Mnet Asian Music Awards | Best Collaboration and Unit | "Beautiful Liar" | Indicado  |
| 2015 | Mnet Asian Music Awards | Song of the Year            | "Beautiful Liar" | Indicado  |
| 2015 | KMC Radio Awards        | Best Sub-unit/Collaboration | "Beautiful Liar" | Venceu    |
| 2015 | KMC Radio Awards        | Song of the Year            | "Beautiful Liar" | Indicado  |

### Programas de música

#### The Show
| Ano  | Data          | Música           |
| ---- | ------------- | ---------------- |
| 2015 | 1 de setembro | "Beautiful Liar" |